# Kunohe
Kunohe (九戸村 Kunohe-mura?) es una villa localizada en la prefectura de Iwate, Japón. En octubre de 2018 tenía una población de 5.504 habitantes y una densidad de población de 41,1 personas por km². Su área total es de 134,02 km².

## Geografía

### Municipios circundantes
- Prefectura de Iwate
  - Ninohe
  - Karumai
  - Kuzumaki
  - Ichinohe
  - Kuji

## Demografía
Según datos del censo japonés, la población de Kunohe ha disminuido en los últimos años.
| Año del censo | Población |
| ------------- | --------- |
| 1995          | 7.727     |
| 2000          | 7.324     |
| 2005          | 6.974     |
| 2010          | 6.507     |
| 2015          | 5.865     |